# جایزه داروین (فیلم)
جوایز داروین (انگلیسی: The Darwin Awards) فیلمی در ژانر کمدی رمانتیک است که در سال ۲۰۰۶ منتشر شد.

## بازیگران
- جوزف فینز
- وینونا رایدر
- دیوید آرکت
- جولیت لوئیس
- ویلمر والدراما
- کریس پن
- استلا وارن
- تای بورل
- کوین دان
- نورا دان
- جودا فردلندر
- لوکاس هاس
- تام هالندر
- جولیانا مارگولیس
- تیم بلیک نلسون
- آلساندرو نیوولا
- رابین تونی
- آدام سویج
- دی بی سویینی
- متالیکا